# Mèrida
|  | Per a altres significats, vegeu «Mérida». |

Mèrida (topònim oficial: Mérida, en castellà) és una ciutat espanyola, capital de la comunitat autònoma d'Extremadura i seu de les seves institucions de govern. Darrere de Badajoz i Càceres, és el tercer nucli de població d'Extremadura. Mèrida es troba geogràficament gairebé al centre de la regió, travessada pel riu Guadiana i el riu Albarregas a 217 msnm.
En temps de l'Imperi Romà es coneixia amb el nom d'Augusta Emèrita. El seu important conjunt arqueològic i monumental va ser inscrit al Patrimoni de la Humanitat per la UNESCO el 1993.
Econòmicament, Mèrida és una ciutat de serveis, amb una creixent importància industrial i un gairebé extingit sector primari.
El padró municipal de l'1 de gener de 2007 registrava 54.894 habitants (INE 2007).